# Dover (Kentucky)
Dover es una ciudad ubicada en el condado de Mason en el estado estadounidense de Kentucky. En el Censo de 2010 tenía una población de 252 habitantes y una densidad poblacional de 216,7 personas por km².

## Geografía
Dover se encuentra ubicada en las coordenadas 38°45′24″N 83°53′18″O / 38.75667, -83.88833. Según la Oficina del Censo de los Estados Unidos, Dover tiene una superficie total de 1.16 km², de la cual 1.12 km² corresponden a tierra firme y (4.01%) 0.05 km² es agua.

## Demografía
Según el censo de 2010, había 252 personas residiendo en Dover. La densidad de población era de 216,7 hab./km². De los 252 habitantes, Dover estaba compuesto por el 95.63% blancos, el 2.38% eran afroamericanos, el 0% eran amerindios, el 0% eran asiáticos, el 0% eran isleños del Pacífico, el 0% eran de otras razas y el 1.98% pertenecían a dos o más razas. Del total de la población el 0.79% eran hispanos o latinos de cualquier raza.